# Duvie Westcott
Druval „Duvie“ Westcott (* 30. Oktober 1977 in Winnipeg, Manitoba) ist ein kanadischer Eishockeyspieler, der zuletzt bis März 2015 bei den Hamburg Freezers in der Deutschen Eishockey Liga unter Vertrag stand.

## Karriere
Duvie Westcott begann seine Karriere als Eishockeyspieler bei den Omaha Lancers, für die er in der Saison 1997/98 in der United States Hockey League aktiv war. Noch während der Spielzeit wechselte er zur Mannschaft der University of Alaska Anchorage. Nach einem Jahr Pause mit dem Eishockey schloss er sich von 1999 bis 2001 dem Team der St. Cloud State University an. Am 10. Mai 2001 erhielt der Verteidiger als Free Agent einen Vertrag bei den Columbus Blue Jackets, für die er in den folgenden sieben Jahren in der National Hockey League spielte. Parallel bestritt er über 100 Spiele für das Farmteam der Blue Jackets, Syracuse Crunch aus der American Hockey League. Den Lockout während der NHL-Saison 2004/05 überbrückte Westcott bei JYP Jyväskylä in der finnischen SM-liiga.
Zur Saison 2008/09 unterschrieb Westcott bei Dinamo Riga aus der neugegründeten Kontinentalen Hockey-Liga. Für die Letten erzielte er anschließend in 53 Spielen zwei Tore und gab 17 Vorlagen. Daraufhin wechselte er zu deren Ligarivalen HK Dinamo Minsk, ehe er in der folgenden Saison für ZSC Lions in der National League A auf dem Eis stand. Im Juli 2011 wurde sein Vertrag aufgelöst und Westcott wechselte innerhalb der Schweizer Liga zu den Kloten Flyers, für die in der Saison 2011/12 auflief. Im Sommer 2012 wechselte der Rechtsschütze zu den Hamburg Freezers und spielte dort in den folgenden drei Spielzeiten in der Deutschen Eishockey Liga. Im Anschluss an die Saison 2014/15 wurde sein Vertrag bei den Hamburgern nicht verlängert.

## Erfolge und Auszeichnungen
- 2001 WCHA Second All-Star Team
- 2009 Spengler-Cup-Gewinn mit dem HK Dinamo Minsk
- 2009 All-Star-Team des Spengler Cup

## Statistik
(Stand: Ende der Saison 2009/10)